# ليف أندرسن
ليف أندرسن (13 أبريل 1971 بفريدريكستاد في النرويج - ) هو لاعب كرة قدم نرويجي في مركز الدفاع. لعب مع كريستال بالاس وSarpsborg FK ‏ وMoss FK ‏ وØstsiden IL ‏ وKongsvinger IL Toppfotball ‏.

## وصلات خارجية
- ليف أندرسن على موقع اتحاد النرويج (النرويجية)
- ليف أندرسن على موقع قاعدة بيانات كرة القدم.إي يو (الإنجليزية)